# Maximí Sala
Maximí Sala Sánchez (Barcelona, 1840 - Barcelona, 1895) fue un escultor español. 

## Biografía
Estudió en la Escuela de la Lonja de Barcelona y en la Academia de San Fernando de Madrid. Se especializó en imaginería religiosa, de la que efectuó numerosas obras en diversas iglesias de la Ciudad Condal. También cultivó la pintura a la acuarela.
Una de sus principales obras fue la antigua estatua de la Virgen de la Merced, en bronce, instalada en 1888 en la cúpula de la Basílica de la Merced, fundida durante la Guerra civil y reelaborada posteriormente por los hermanos Oslé (Miquel y Llucià).
Colaboró con los escultores Francisco Pagés, Rossend Nobas, Torquat Tasso y Eduard B. Alentorn en el Monumento a Joan Güell i Ferrer —también desaparecido en la contienda civil—, donde elaboró una alegoría de la Agricultura.
Otras obras suyas son la imagen de la Purísima de la Iglesia de la Concepción, y la de la Virgen del Rosario de la iglesia de San Raimundo de Peñafort. Elaboró también la efigie de San José en la cripta del Templo Expiatorio de la Sagrada Familia, destruida en 1936.